# 武田俊彦
武田 俊彦（たけだ としひこ、1959年9月2日 - ）は、日本の厚生労働官僚。厚生労働省医薬食品局長、厚生労働省医政局長、厚生労働省政策参与などを経て、岩手医科大学客員教授、ボストン・コンサルティング・グループのシニア・アドバイザー。

## 人物・経歴
岩手県出身。岩手県立盛岡第一高等学校を経て、1983年、東京大学法学部卒業。国家公務員上級甲種（法律）を受け、厚生省入省。1999年、厚生省大臣官房政策課企画官。同年、丹羽雄哉厚生大臣秘書官事務取扱。2000年、厚生省大臣官房政策課企画官。2001年、厚生労働省大臣官房総務課企画官。2002年、厚生労働省保険局医療課保険医療企画調査室長。
2004年、社会保険庁運営部医療保険課長。2006年、厚生労働省医政局経済課長。2008年、厚生労働省保険局国民健康保険課長。2009年、厚生労働省医政局政策医療課長。2010年、厚生労働省保険局総務課長。2011年、厚生労働省政策統括官付社会保障担当参事官。2012年、消防庁審議官。2014年、厚生労働省大臣官房審議官（医療保険担当）。2015年、厚生労働省政策統括官（社会保障担当）。
2016年、厚生労働省医薬・生活衛生局長。2017年、厚生労働省医政局長。2018年、退官、厚生労働省政策参与、東邦ホールディングス未来創研評議員。2019年、ボストン・コンサルティング・グループ・シニア・アドバイザー、カワニシホールディングス顧問、東京海上日動火災保険顧問。岩手医科大学客員教授。2025年、東邦ホールディングス特別顧問。

## 共著
- 吉野孝・前嶋和弘共編著『オバマ政権はアメリカをどのように変えたのか ― 支持連合・政策成果・中間選挙』東信堂 2010年